# Echinostephilla haematopi
Echinostephilla haematopi är en plattmaskart. Echinostephilla haematopi ingår i släktet Echinostephilla och familjen Philophthalmidae. Inga underarter finns listade i Catalogue of Life.